# Histoire de la théorie des cordes
Cet article résume l'histoire de la théorie des cordes.
La théorie des cordes est une théorie de la physique moderne qui tente d'unifier la mécanique quantique (physique aux petites échelles) et la théorie de la relativité générale (nécessaire pour décrire la gravitation de manière relativiste).
La principale particularité de la théorie des cordes est que son ambition ne s'arrête pas à cette réconciliation, mais qu'elle prétend réussir à unifier les quatre interactions élémentaires connues, on parle de théorie du tout ou de théorie de grande unification.

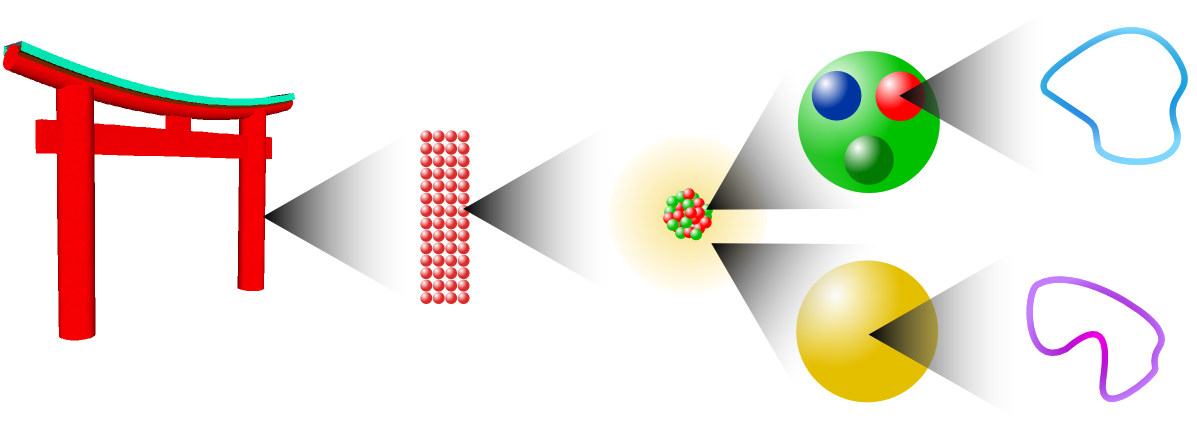
Les niveaux de grossissements : monde macroscopique, monde moléculaire, monde atomique, monde subatomique, monde des cordes.

## 1943-1958: S-Matrix
La théorie des cordes a été à l'origine inventée pour expliquer certaines particularités du comportement des hadrons (particules subatomiques qui subissent la force nucléaire forte). Dans les expériences au sein d'accélérateurs de particules, les physiciens ont observé que le spin d'un hadron n'était jamais plus grand qu'un certain multiple du carré de son énergie. Aucun modèle simple du hadron, comme le représentant comme un ensemble de plus petites particules rassemblées pour des forces agissant comme des ressorts, ne permettait d'expliquer ce phénomène.

## 1968-1974: Le modèle dual de résonance
En 1968, le physicien Gabriele Veneziano remarqua que la fonction bêta d'Euler pouvait être utilisée pour décrire la dispersion de l'amplitude des grandeurs pour des particules interagissant via la force nucléaire forte. Bien que cette remarque corresponde bien aux données expérimentales, les raisons de cette correspondance étaient inconnues.
En 1970, Yōichirō Nambu, Holger Bech Nielsen, et Leonard Susskind présentèrent une interprétation physique de l'amplitude de Veneziano en représentant les forces nucléaires comme des cordes vibrantes à une dimension. Cependant, cette description fondée sur les cordes de la force nucléaire forte aboutissait à de nombreuses prédictions en contradiction directe avec les données expérimentales. La communauté scientifique perdit rapidement son intérêt pour cette théorie et développa la chromodynamique quantique pour décrire correctement le comportement des hadrons. Ce modèle sera incorporé dans le modèle standard, fondé sur les particules et leurs champs, qui décrit jusqu'à aujourd'hui (2010) l'ensemble des particules élémentaires observées.
En 1974 John Henry Schwarz et Joël Scherk, et indépendamment Tamiaki Yoneya étudièrent les modèles de vibration de cordes décrivant les bosons, et découvrirent que leurs propriétés correspondaient exactement à celles du graviton, la particule hypothétique "messagère" de la force de gravitation. Schwarz et Scherk argumentèrent que la théorie des cordes n'avait pas été adoptée auparavant car les physiciens sous-estimaient sa portée. Ceci mena au développement de la théorie des cordes bosoniques, qui est toujours la première version enseignée à de nombreux étudiants. On espère désormais que la théorie des cordes ou l'une de ses descendantes fournira une compréhension complète de l'ensemble des interactions fondamentales, à savoir d'une part les deux forces nucléaires et la force électromagnétique qui sont décrites par le modèle standard et d'autre part la force de gravitation qui est actuellement bien décrite par la relativité générale. On parle ainsi de théorie du tout.
La théorie des cordes est formulée en termes de l'action de Polyakov, qui décrit comment les cordes se déplacent à travers l'espace et le temps. De même que des ressorts, les cordes possèdent une tension et veulent se contracter pour minimiser leur énergie potentielle, mais la conservation de l'énergie les empêche de disparaître et les fait osciller à la place. En appliquant les idées de la mécanique quantique aux cordes, il est possible de déduire différents modèles de vibration des cordes. À chacun de ces modèles correspond une particule différente. La masse de chaque particule et son mode d'interaction sont déterminés par la manière dont la corde vibre - ou, pour le voir d'une manière différente, par la "note" émise par la corde. L'ensemble des notes, chacune correspondant à un différent type de particule, est appelé le spectre de la théorie.
Les premiers modèles incluaient à la fois des cordes ouvertes, qui avaient deux extrémités distinctes, et des cordes fermées, pour lesquels les extrémités étaient jointes pour former une boucle complète. Les deux types de cordes se comportent de manière légèrement différente, donnant lieu à des spectres distincts. Toutes les théories modernes des cordes n'utilisent pas ces deux types ; certaines n'incluent que le modèle de cordes fermées.
Le tout premier modèle de théorie des cordes, la théorie des cordes bosoniques posait des problèmes. Le plus important était une instabilité fondamentale due à la présence d'un tachyon dans son spectre, dont on pensait qu'elle résultait d'une instabilité de l'espace-temps lui-même. Comme son nom l'indique, le spectre des particules contenait uniquement les bosons, ces particules comme le photon dont un des rôles est de transporter les interactions fondamentales. Si les bosons constituent un ingrédient critique de l'univers, ils n'en sont pas l'unique composant. La recherche d'un procédé par lequel la théorie des cordes pourrait inclure les fermions, qui constituent la matière ordinaire, dans son spectre mena à l'invention de la théorie des supercordes, incorporant la supersymétrie qui postule une relation entre les bosons et les fermions. Ces théories des cordes incluent des vibrations "fermioniques" difficiles à se représenter intuitivement ; plusieurs d'entre elles ont été élaborées.

## 1984-1989: La première révolution des cordes
En physique théorique, la première révolution des cordes désigne la période comprise entre 1984 et 1986 pendant laquelle beaucoup de découvertes majeures sur la théorie des cordes furent réalisées.
Les physiciens théoriciens ont pris conscience que la théorie des cordes pourrait décrire toutes les particules élémentaires et leurs interactions, et un grand nombre d'entre eux commencèrent à travailler sur ce qui semblait constituer l'idée la plus prometteuse pour unifier les théories de la physique.
La première révolution des supercordes débuta par la découverte de l'annulation d'une anomalie dans la théorie des cordes de type I, par Michael Green et John H. Schwarz en 1984. Cette anomalie était annulée par le mécanisme de Green-Schwarz. Plusieurs autres découvertes fondamentales, telles l'élaboration de la corde hétérotique, furent réalisées en 1985.
On s'est également rendu compte en 1985 que pour obtenir une supersymétrie {\displaystyle N=1}, les six dimensions supplémentaires de très petite taille doivent être compactifiées en une variété de Calabi-Yau.

## 1995-2000: La seconde révolution des cordes
Dans les années 1990, Edward Witten et d'autres découvrirent de très sérieuses indications que les différentes théories des supercordes constituent différentes limites d'une nouvelle théorie à 11 dimensions appelée théorie M. Pour autant la formulation quantique de la théorie M n'est pas encore établie. Cette découverte constitua la seconde révolution des supercordes impliquant de nombreuses découvertes et théories.

### Cosmologie branaire
Dans le milieu des années 1990, Joseph Polchinski découvrit que la théorie exige l'inclusion d'objets de plus grande dimension, appelés D-branes. Ces dernières ont ajouté une structure mathématique riche à la théorie, et ont ouvert de nombreuses possibilités pour construire des modèles cosmologiques réalistes.

### La correspondance AdS/CFT
En 1997, Juan Maldacena propose une conjecture, appelée correspondance AdS/CFT qui affirme l'équivalence complète entre une certaine théorie de jauge, la théorie de super Yang-Mills avec supersymétrie étendue {\displaystyle {\mathcal {N}}=4} et la théorie des cordes de type IIB sur l'espace {\displaystyle AdS_{5}\times S^{5}}. 
À ce jour (2019) la correspondance AdS/CFT n'a pas été démontrée mais un très grand nombre de tests non-triviaux ont été effectués où la conjecture a toujours été vérifiée avec une grande précision. Ces tests consistent la plupart du temps en deux calculs effectués indépendamment dans le cadre de la théorie de jauge d'une part et dans le cadre de la théorie des cordes d'autre part et en une comparaison des deux résultats.  
Cette conjecture est remarquable dans la mesure où elle établit une relation naturelle entre une théorie de jauge, par nature non-gravitationnelle, et une théorie de la gravité quantique ce qui va dans le sens d'une intuition formulée en 1974 par le physicien Gerard 't Hooft.
Par ailleurs la correspondance AdS/CFT constitue une réalisation du principe holographique dans la mesure où l'espace sur lequel vit la théorie de super Yang-Mills est situé au bord de l'espace {\displaystyle AdS_{5}\times S_{5}} sur lequel est défini la théorie IIB. Comme cet espace correspond à la géométrie effective au voisinage de l'horizon de certains trous noirs, la correspondance AdS/CFT peut être utilisée pour analyser en détail l'entropie de ce type de trous noirs.[réf. nécessaire]

### Les transitions géométriques
Inspirés par les succès de la conjecture AdS/CFT mais devant la difficulté à démontrer cette dernière, un certain nombre de travaux ont été initiés aboutissant à des équivalences entre des théories de jauge topologiques, intrinsèquement plus simples que la théorie de super Yang-Mills, et des modèles de théorie des cordes topologiques, eux aussi plus simples que les théories des supercordes usuelles. 
L'un des exemples les plus connus d'une telle équivalence est la transition géométrique de Gopakumar/Vafa[réf. nécessaire] au cours de laquelle la théorie de Chern-Simons avec groupe de jauge {\displaystyle SU(N)} formulée sur la sphère à trois dimensions {\displaystyle S_{3}} est équivalente dans la limite {\displaystyle N\rightarrow \infty } à la théorie des cordes topologiques de type A sur le conifold résolu qui est un espace de Calabi-Yau noté mathématiquement {\displaystyle O(-1)\oplus O(-1)/\mathbb {P} _{1}}.
Les avatars topologiques de la correspondance AdS/CFT présentent deux avantages pratiques par rapport à cette dernière
- D'une part ils sont relativement plus simples à prouver : les théories de cordes topologiques étant naturellement reliées à l'évaluation d'invariants topologiques des espaces sur lesquels elles sont formulées, les prédictions issues de la théorie de jauge topologique peuvent être soumises à une analyse minutieuse de la part des mathématiciens.
- Par ailleurs, un certain nombre de travaux[réf. nécessaire] ont pu montrer que certaines observables des théories effectives des théories de supercordes standards peuvent être calculées en utilisant des théories de corde topologiques. De cette manière il est alors possible d'effectuer une relation entre une théorie de jauge topologique et une théorie de jauge standard. Un exemple célèbre est la correspondance de Dijkgraaf/Vafa qui établit de cette manière une relation entre la théorie effective non-perturbative d'une théorie de Yangs-Mills supersymétrique {\displaystyle N=1} et une théorie de matrices aléatoires. La correspondance, qui est finalement formulée uniquement dans un contexte de théories de jauge, a pu être par la suite démontrée complètement[réf. nécessaire] en utilisant uniquement les outils de la théorie quantique des champs. Ce dernier exemple illustre comment la théorie des cordes pourrait être utile d'un point de vue formel à la compréhension des aspects non-perturbatifs des théories de jauges quand bien même elle pourrait faillir d'un point de vue phénoménologique à décrire notre Univers.

### LeLandscape
Les théories des cordes admettent un grand nombre de solutions à leurs équations qui sont autant d'univers cohérents du point de vue de ces théories. Face à cette multitude, deux positions existent dans la communauté des scientifiques travaillant dans ce domaine
- La position orthodoxe consiste à considérer que cette multitude pose un problème de prédictivité de la théorie. Néanmoins cette multitude serait issue d'un manque de contrôle sur les phénomènes non-perturbatifs existant dans la théorie et qu'une meilleure compréhension de ceux-ci devrait aboutir à l'élimination naturelle d'un grand nombre de solutions pour ne laisser émerger en définitive que quelques modèles en accord avec les observations actuelles.
- Un nouveau point de vue, initié par les travaux de Michael Douglas considère qu'il est possible qu'intrinsèquement la théorie des cordes admette un grand nombre de solutions distinctes mais que dans cet ensemble de solutions certaines caractéristiques génériques soient statistiquement plus probables. Par exemple, un grand nombre de travaux cherchent à déterminer si la faiblesse de la constante cosmologique est statistiquement favorisée, ou encore si le groupe de jauge {\displaystyle SU(3)\times SU(2)\times U(1)\,}  du modèle standard  serait privilégié par rapport à des groupes de jauge de dimension plus élevée. La principale critique formulée par le courant orthodoxe à l'encontre de cette position concerne la difficulté à définir une loi de probabilité sur l'ensemble des solutions en l'absence de principe premier physiquement motivé.